# Cerro Tecajete
Cerro Tecajete är ett berg i Mexiko.   Det ligger i kommunen San Jerónimo Tecuanipan och delstaten Puebla, i den sydöstra delen av landet, 90 km sydost om huvudstaden Mexico City. Toppen på Cerro Tecajete är 2 455 meter över havet, eller 198 meter över den omgivande terrängen. Bredden vid basen är 2,2 kilometer.
Terrängen runt Cerro Tecajete är platt österut, men västerut är den kuperad. Runt Cerro Tecajete är det tätbefolkat, med 286 invånare per kvadratkilometer. Närmaste större samhälle är Cholula, 10,0 km öster om Cerro Tecajete. Trakten runt Cerro Tecajete består till största delen av jordbruksmark.